# House of Boys
Pour plus de détails, voir Fiche technique et Distribution.
House of Boys est un film luxembourgeois réalisé par Jean-Claude Schlim, sorti en 2009.

## Synopsis
Deux jeunes hommes travaillant dans le même club, qui fait aussi office de maison close, tombent amoureux. L'un d'eux est contaminé par le sida.

## Fiche technique
- Titre : House of Boys
- Réalisation : Jean-Claude Schlim
- Scénario : Jean-Claude Schlim, Christian Thiry et Robert David Graham
- Musique : Gast Waltzing
- Photographie : Carlo Thiel
- Montage : Katharina Schmidt
- Production : Bob Bellion et Jimmy de Brabant
- Société de production : Delux Productions, Elsani Film et Moonstone Entertainment
- Société de distribution : Gravitas Ventures (États-Unis)
- Pays :  Luxembourg et  Allemagne
- Genre : Drame, film musical et romance
- Durée : 117 minutes
- Dates de sortie : 
  -  Luxembourg : 20 novembre 2009
  -  France : 7 novembre 2012

## Distribution
- Loïc Peckels : Jake jeune
- Layke Anderson : Frank
- Harry Ferrier : Karl
- Michael N. Kuehl : Christopher
- Gintare Parulyte : Rita
- Sascha Ley : la mère de Frank
- Chris McHallem : le père de Frank
- Natalie Slevin : Amanda
- Kelly Jake : Boyd
- Benn Northover : Jake
- Emma Griffiths Malin : Carol
- Paul Rockenbrod : Paul
- Udo Kier : Madame
- Oliver Hoare : Herman
- Eleanor David : Emma
- Steven Webb : Angelo
- Luke Wilkins : Dean
- Thomas Mihalik : Thoma
- William Cohn : Johan
- Tom Leick : Lisa
- Alain Kahn : Penelope
- Ross Antony : Rick
- Luc Feit : Dr. Van Linden
- Stephen Fry : Dr. Marsh
- Nora König : la mère de Jake
- Jules Werner : le père de Jake

## Accueil
Le film a reçu un accueil mitigé de la part de la presse spécialisée. Il obtient un score moyen de 40 % sur Metacritic.